# イギリス海軍の等級制度
イギリス海軍の等級制度（- かいぐんのとうきゅうせいど）は、イギリス海軍において17世紀半ばから2世紀にわたり使用された、搭載している砲の数により帆走軍艦を等級付けして分類する制度のこと。

## 歴史と定義
等級制度への萌芽は15世紀や16世紀前半に見受けられる。メアリー・ローズやアンリ・グラサデュー、グレイス・デューといった巨大なキャラックは「グレート・シップス」と呼ばれたが、これは船体の大きさを基準にしており備砲や排水量とは無関係だった。16世紀後半のガレオン船が使用されていたころになると「グレート・シップス」は海軍で最も巨大な艦艇群をさす呼称として使われるようになった。
しかしながら、公式に海軍の戦闘艦を6等級にする制度の起源はスチュアート朝初期である。1604年に作られた最初期の分類表が残っており、王家の軍艦を必要な乗員数によって「ロイアル・シップス」「グレート・シップス」「ミドリング・シップス」「スモール・シップス」の4つに分けていた。
チャールズ1世の治世の初期にはこれらの名称は「ファースト・ランク」「セカンド・ランク」のように数字に置き換えられており、さらに17世紀半ばには4等艦を4-6等に細分化し、「ランク」を「レート」に置き換えられて基本的な分類が出来上がっていた。
この枠組みは1677年に海軍本部の長であったサミュエル・ピープスの手により「重要かつ普遍的で普遍の（"solemn, universal and unalterable"）」分類に改定された。艦の等級は軍事、行政上有用なものだった。砲の数と口径が乗員の数を決め、それゆえ人件費や補給などの経費をも決めるからである。また艦が戦列に参加できるかどうかの判断材料にもなった。ピープスの分類法は1714年、1721年、1760年、1782年、1801年、そして1817年に改定された。最後のものはそれまで除外されていたカロネードの門数を計算に含めるという重要な変更である。おおむね各等級の搭載数は段々増加する傾向にあった。例えば最初90-100門と定められた1等艦は1801年に100-120門に、6等艦は4-18門から20-28門にまで増加していた。さらに1714年以降は20門未満の艦は等級制度から除外された。
1等から3等の軍艦は戦列艦とみなされた。1、2等艦は砲列甲板3層にぎっしりと砲を搭載しており、加えて各所に小口径砲を備えていた。同様に3等艦のうち最大の80門艦も1690年代から1750年ごろにかけて3層艦として建造されたが、この期間の前後ではともに2層艦である。それ以外の74門艦やより小型の3等艦は常に2層艦だった。
砲50門または60門の4等艦は1756年まで戦列艦として扱われたが、それ以降50門艦は戦列を組んで砲撃戦を挑むには用に耐えないとみなされ除外された。60門艦はその後も戦列艦として扱われたが、64門の3等艦が一般的になったため新しく建造されることは稀だった。
等級に使用される砲の数はしばしば実際とは異なっていた。特に1817年の改定以前はカノンだけが計算され、大口径で砲身の短いカロネードはカノンを置き換えた場合を除き除外された。このような対象外のカロネードは最大で1隻に12門あった。ナポレオン戦争期には砲の等級に実際のカノンやカロネードの数が正確に反映されなくなり、1817年の改定が導入された。
等級だけが唯一の分類ではなかった。帆船時代を通じてシップという語の定義は3本マストの横帆船であることを必要とし、3本のマストを持たない帆船は決して「シップ」と呼ばれることは無かった。マストが2本以下の艦は等級なしのスループとされ、普通スノーやケッチ、後にブリッグ形式の帆装をしていた。しかし、一部のスループは3本マストを備えており「シップ・スループ」として知られていた。艦艇は指揮官の階級によっても分類された。例えばカッターのような小さな船舶であっても、海尉艦長の地位にある海尉が指揮をしていればスループと見なされたのである。
この項で述べられている等級制度はイギリス海軍だけが使用したものであるが、他の主要な海軍も同種の制度を運用していた。たとえばフランス海軍には5段階の分類が存在していた。またイギリス海軍の制度に慣れている小説家が他国の大型艦を「1等艦」、フランスの74門艦を3等艦と呼ぶようなこともあるだろう。この制度は18世紀末までに一般的でなくなり、戦列艦は「74門艦（74s）」のように砲の数を直接言及するのが普通になった。
5等、6等の艦が戦列艦と見なされたことは無かった。18世紀はじめの5等艦は下部甲板の半分に少数の重砲を積むか、すべての砲門に小口径砲を積むのが一般的だった。しかしこの種の艦艇は徐々に使われなくなる。砲門の位置が低すぎて荒天時に使用できないことが多かったからである。18世紀半ばには下部甲板の砲門を廃止し、砲列を上部に移したフリゲートが新たな5等艦となった。
6等艦は船団の護衛や港湾封鎖、また文書の輸送などに多用された。これらは小さすぎて5等フリゲートにくらべて外洋での任務に適していなかった。6等艦は2つに分類することが出来る。大型の28門フリゲートは24門の9ポンド砲と4門の小口径砲を備えていた。残りは20から24門のポスト・シップで構成されており、これらはフリゲートとみなすには小型であったが勅任艦長が指揮を取る必要のある規模の艦だった。
等級制度は6等艦より小さな艦艇は扱っておらず、残りはすべて「等級なし」とされた。等級の無い艦の中で大型のものは普通スループと呼ばれたが、無等級艦艇の名称はかなり混乱しており、特に「シップ・スループ」「ブリッグ・スループ」「スループ・オブ・ウォー」「コルヴェット」などに関しては非常に繊細だった。専門的にはすべての等級の無い艦は「スループ・オブ・ウォー」であって、これには火船や臼砲艦も含まれる。

## ナポレオン戦争期の等級制度
| 分類                   | 等級  | 砲         | 砲甲板     | 乗員       | トン数の目安 | 1794年の現役艦 | 1814年の現役艦 |
| ---------------------- | ----- | ---------- | ---------- | ---------- | ------------ | -------------- | -------------- |
| 戦列艦                 | 1等艦 | 100から120 | 3層        | 850から875 | 2,500        | 5              | 7              |
| 戦列艦                 | 2等艦 | 90から98   | 3層        | 700から750 | 約2,200      | 9              | 5              |
| 戦列艦                 | 3等艦 | 64から80   | 2層        | 500から650 | 1,750        | 71             | 87             |
| 戦列艦                 | 4等艦 | 48から60   | 2層        | 320から420 | 約1,000      | 8              | 8              |
| フリゲート             | 5等艦 | 32から44   | 1または2層 | 200から300 | 700から1,450 | 78             | 123            |
| フリゲート             | 6等艦 | 20から28   | 1層        | 140から200 | 450から550   | 32             | 25             |
| スループ               | 無し  | 16から18   | 1層        | 90から125  | 380          | 76             | 360            |
| ブリッグまたはカッター | 無し  | 6から14    | 1層        | 5から25    | 220以下      |                |                |

この表には色々な例外がある。砲は4輪砲架のものだけを数え、旋回砲などの対人小口径砲は含まれていない。カロネードは1770年代に導入された当初は砲架に車輪が無く、主に上部構造物内に搭載されていたため既存の長砲を置き換えた場合を除き計算に含まれていなかった。これが是正されたのはカロネードが帆船の主兵装の一つになった後の1817年2月だった。
その後、等級制度は再び乗員数に重点を置いた分類に変更された。

## 1817年の変更
1817年2月に等級制度は変更された。 
海軍本部委員会（Board of Admiralty）から摂政皇太子への勧告が1816年11月25日付で行われ、新等級のための枢密院勅令が1817年2月に出された。1817年2月から、すべてのカロネードが等級計算のための砲の数に含まれるようになった。それまでは、上述のように既存砲を置き換えた場合（例えばスループやポスト・シップの上甲板に設置されて主砲列を構成していた場合）にのみカロネードを計算に含めていた。